# Золотий півмісяць

Мапа світу з виділеними областями виробництва героїну.

Золотий півмісяць — назва, присвоєна одному з двох основних місць незаконного виробництва опіуму в Азії (іншим є «Золотий трикутник»).
Золотий півмісяць включає гірські райони, що виробляють опіум в Південно-Західній Азії, в тому числі Афганістані та частинах Північно-Західної прикордонної провінції Пакистану та Белуджистану.